# Asaphesinae
Asaphesinae zijn een onderfamilie van insecten die behoren tot de familie Pteromalidae. 

## Geslachten
De volgende  geslachten zijn bij de onderfamilie ingedeeld:
- Asaphes Walker, 1834
- Ausasaphes Boucek, 1988
- Bairamlia  Waterston, 1929
- Coriotela Burks & Heraty, 2020
- Dolerobasilicus
- Enoggera Girault, 1926
- Hyperimerus Girault, 1917
- Lonchobasilicus
- Ogygitella
- Pseudobasilicus
- Pseudomegalaspis